# Lago Piasino
El lago Piásino o Pyásino (en ruso: Пя́сино) es un gran lago de agua dulce de Rusia, situado en el krai de Krasnoyarsk, en la zona norte-central del país. Tiene una superficie de 735 km². Tiene 70 kilómetros de largo y 15 de ancho. En él desembocan varios ríos y tiene su origen el río Piásina. El lago permanece congelado de octubre a junio. El lago es rico en peces.

## Notas

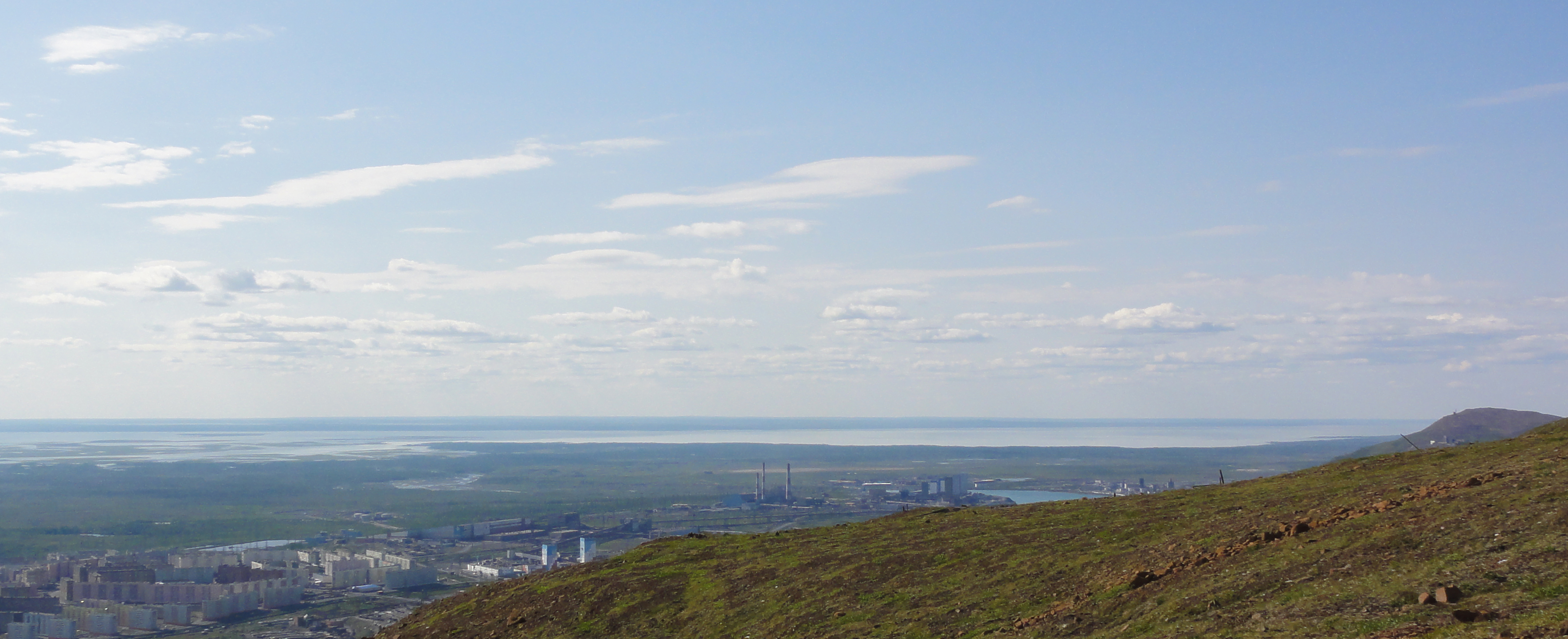
La boca del Norilka y la parte sur del Piásino (vista desde las montañas de Talnaj)